# 워터하우스습지쥐속
워터하우스습지쥐속(Scapteromys)은 비단털쥐과 목화쥐아과에 속하는 설치류 속이다. 아르헨티나 북부와 브라질 남부, 파라과이, 우루과이에서 발견된다. 반수생의 3종으로 이루어져 있으며, 습지 근처와 물가에서 서식한다. 머리부터 몸까지 길이는 15~20cm이고, 꼬리 길이는 13~17cm, 몸무게는 110~200g이다. 머리의 털 색은 진한 갈색이고, 하체는 연하 회색을 띤다. 황혼기 또는 여명기에 주로 활동하는 박명박모성 또는 야행성 동물이다. 먹이는 주로 곤충이고, 기타 무척추동물과 식물을 먹기도 한다. 3종의 핵형은 각각 달라서, 아르헨티나습지쥐는 2n=32, 워터하우스습지쥐는 2n=24, 고원습지쥐는 2n=34/36이다.

## 하위 종
- 아르헨티나습지쥐 (Scapteromys aquaticus)
- 고원습지쥐 (Scapteromys meridionalis)
- 워터하우스습지쥐 (Scapteromys tumidus)